# Ctenochaetus truncatus
Ctenochaetus truncatus е вид бодлоперка от семейство Acanthuridae. Видът не е застрашен от изчезване.

## Разпространение и местообитание
Разпространен е в Британска индоокеанска територия, Индия (Андамански и Никобарски острови), Индонезия, Кения, Кокосови острови, Коморски острови, Мавриций, Мадагаскар, Майот, Малайзия, Малдиви, Мианмар, Мозамбик, Оман, Остров Рождество, Реюнион, Сейшели, Сомалия, Тайланд, Танзания, Френски южни и антарктически територии (Нормандски острови), Шри Ланка и Южна Африка.
Обитава пясъчните дъна на океани, морета и рифове в райони с тропически климат. Среща се на дълбочина от 1 до 21 m, при температура на водата от 27,2 до 28,9 °C и соленост 32,2 – 35 ‰.

## Описание
На дължина достигат до 16 cm.